# Каменоломні Давньої Греції і Риму

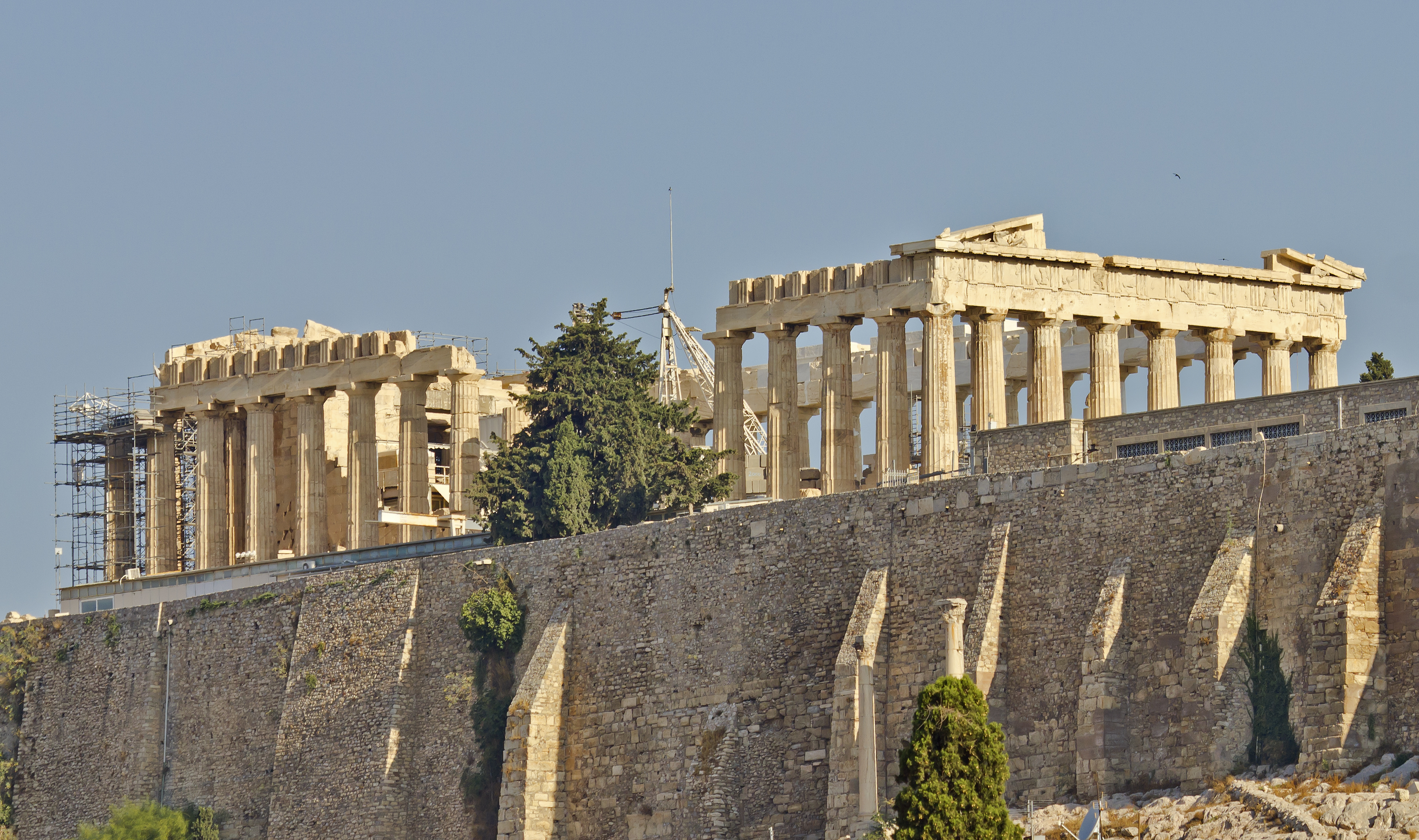
Парфенон

Каменоломні Давньої Греції та Риму

## Загальний опис
Серед найдавніших каменоломень слід відзначити кар'єри, що забезпечували будівельні блоки для так званого «циклопічного мурування». Величезні брили каменю укладали насухо й утворювали потужні стіни храмів, фортифікаційних споруд, мостів тощо. Такі споруди дістали поширення в II тис. до н. е., зокрема в давній Ахейській державі (Мікени, Тиринф), причому пізніше, в еллінську добу секрети циклопічного мурування були втрачені, а сама назва способу виникла з вірувань простолюду в те, що ці величезні кам'яні блоки були перенесені й укладені в будівлі велетнями-циклопами (оскільки неможливо було уявити, як це могли зробити люди).
Будівництво міст, монументальних будівель і храмових комплексів (Афінський Акрополь, Римський Форум, імператорські терми, п'яти-шестиповерхові будинки античних міст) потребувало величезних обсягів кам'яних блоків вапняку й пісковику. Там де відповідні гірські породи виходили на поверхню, починали розробки каменів відкритим способом, причому на великих кар'єрах постійно працювали по декілька тисяч рабів.
Якщо поблизу новобудов не було можливості вести відкриті розробки каменю, то гірничі роботи йшли під землю, оскільки транспортувати великі обсяги кам'яних блоків на значні відстані було проблематично. Виникли численні катакомби, серед яких виділяються підземні каменоломні Криту (прообраз легендарного Лабіринту, де Персей бився з Мінотавром), Сицилії, Сіракуз, Палермо, Неаполя і, звісно, Рима. Найбільш протяжними системами давніх виробок для підземного ламання каменю є римські катакомби Каліста і Св. Себастьяна, які виникли під час розробки вулканічних туфів. У катакомбах Італії відбувалися релігійні збори й таємні служби перших християн, яких переслідувала влада Риму. Численні камери підземних каменоломень були перебудовані ними на церковні крипти й капели, які заклали підвалини храмової християнської архітектури.

## Видобуток декоративного каменю

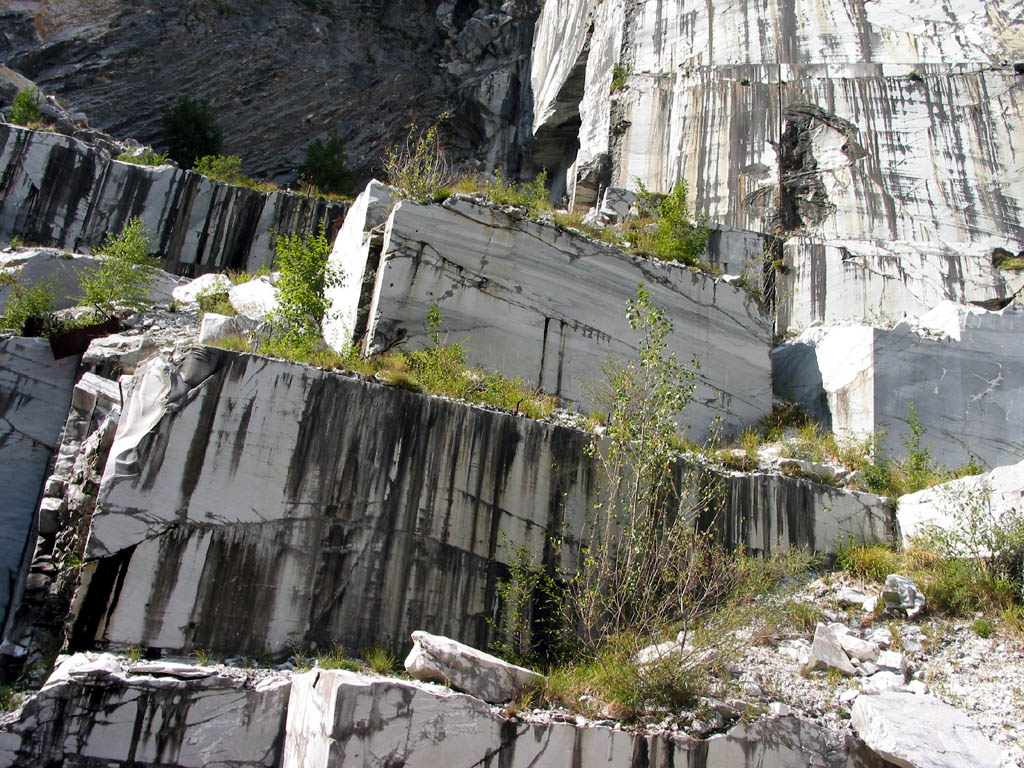
Каррарські мармурові копальні. Сучасний вигляд.

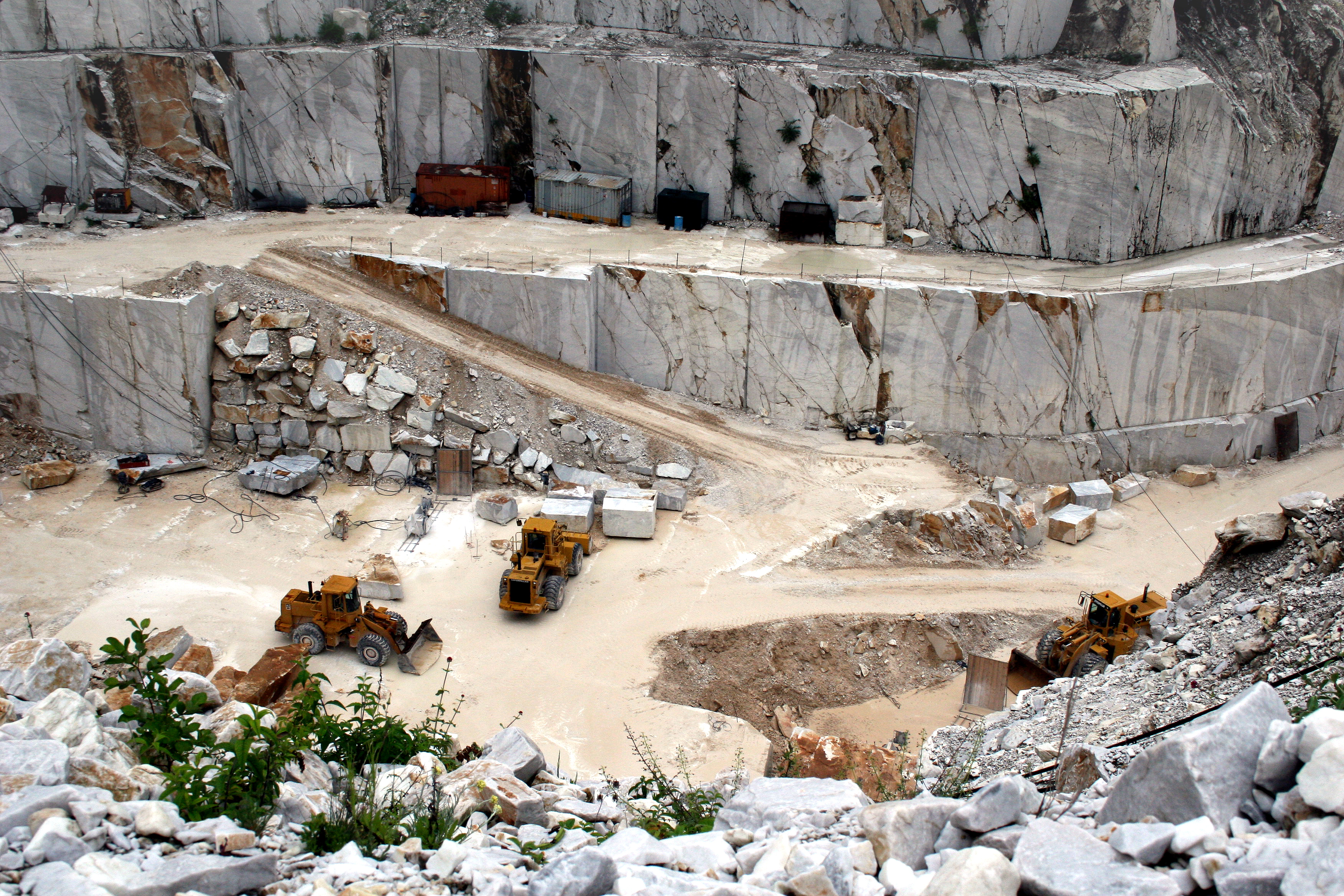
Каррарські мармурові копальні сьогодні.

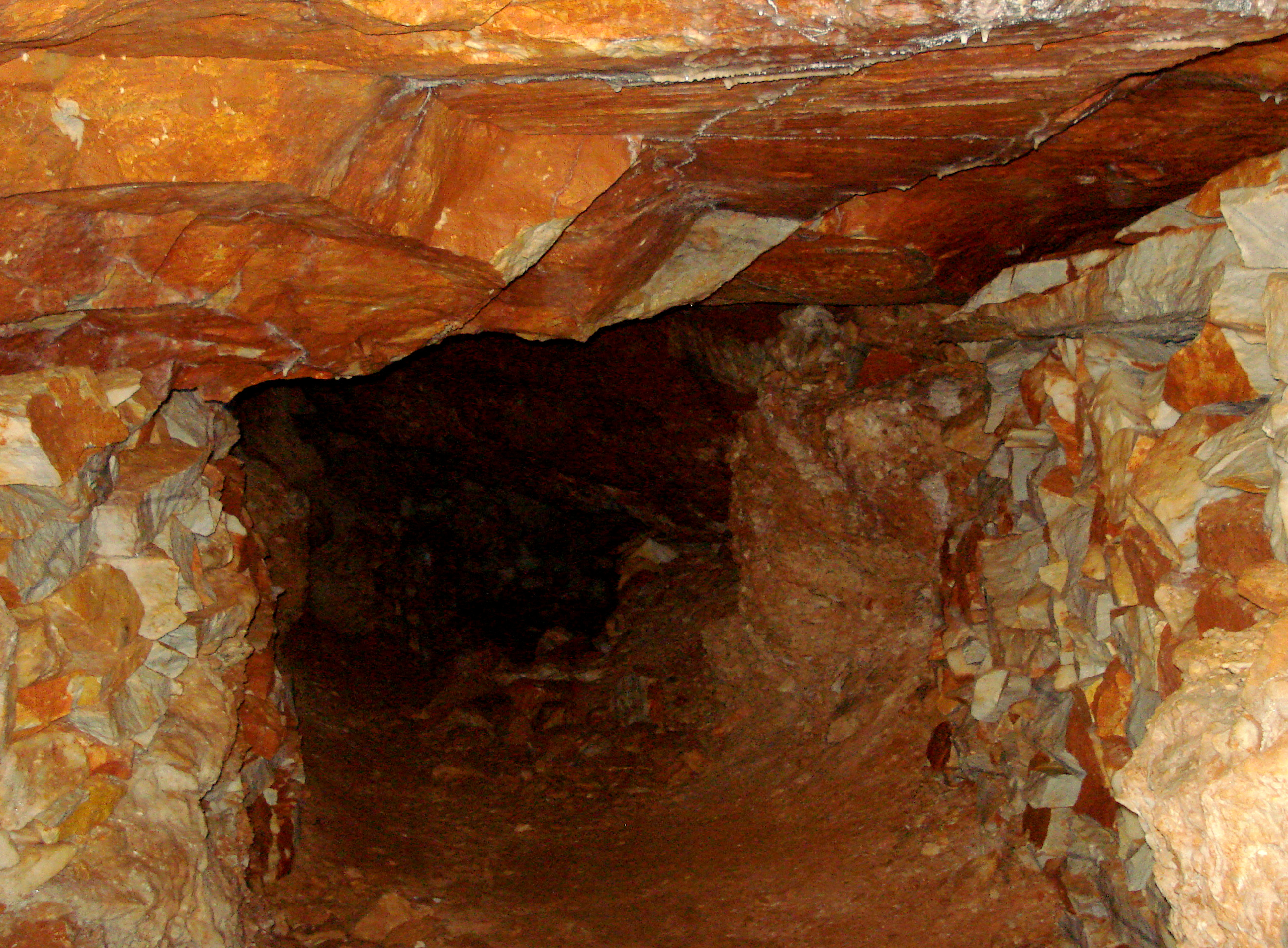
Стародавня гірнича виробка, Парос, Греція.

Архітектурне оздоблення й прикрашення величних споруд, розвиток скульптурного мистецтва потребували масштабних розробок декоративного каменю. Особливого значення набули розробки мармуру (кристалічного вапняку), який завдяки своїй структурі й зручності обробки став улюбленим матеріалом архітекторів і скульпторів. У другій половині XIX ст. німецьким дослідником Зигелем були виявлені давньогрецькі розробки мармуру, що були покинуті протягом багатьох сторіч. У пошуках давніх каменоломень учений об'їздив майже всю материкову Грецію й багато островів архіпелагу, відкривши місця розробок білого мармуру в Пентеліконі (після чого розпочалася їх повторна експлуатація), а також дуже цінні родовища вишнево-червоного мармуру з чорними прошарками поблизу Матапана. Саме ці центри давали значну частину матеріалу для декорування будівель і скульптурних прикрас грецьких полісів.
Багаті родовища високоякісного мармуру розроблялися з початку I тис. до Р. Х. етрусками й кельтами на півночі Італії (район Тоскани). Слово «каменоломня» мовою кельтів звучить «карара». Це ймення дістало давнє поселення біля підніжжя Апуанських Альп, поблизу якого проводили ламання мармуру, а пізніше так стала називатись і сама місцева порода каменю. В епоху Давнього Риму розпочалися масштабні розробки карарського мармуру, який використовували для спорудження Пантеону, піраміди Цестія, храму Аполлона.
Новий етап розробки карарського родовища розпочався в XIII ст. і досяг найбільшого розвою в епоху Відродження. 1517 року за дорученням папи Льва Х видатний скульптор Мікеланджело заснував каменоломні в Монте-Альтиссимо . З каррарського мармуру він створив уславлені скульптури «Давид», «Мойсей», «П'єта» та ін. Саме цьому каменю віддавали перевагу такі митці, як Торвальдсен, Канова, Раух та ін.

## Технології
Зазвичай каменоломні розташовувались уступами на схилах гір. Давні технології передбачали відокремлення брил мармуру за допомогою клинів, що забивали у природні тріщини в масиві. Пізніше застосовували метод вузьких врубів і отворів під клини. 1570 р. у каменоломнях Каррари було вперше використано порох. Припускають, що це взагалі був перший випадок застосування вибуху з творчою (не військовою) метою. Оскільки підривні роботи іноді пошкоджували цінні мармурові блоки (утворювали тріщини матеріалу), то у відповідальних випадках заготівки продовжували відокремлювати ламанням клинами. Виснажливість і небезпеку гірничих робіт в карарських каменоломнях ілюструє барельєф Д. Пісано . Сучасні каменоломні Карари продовжують давати світові найкрасивіший мармур, на жаль, дуже обмеженою кількістю.

## Цікаво
Цікаво, що в перші століття нашої ери багатьох християн висилали на каторжні роботи в каменоломні Криму, які являли собою відкриті кар'єри й підземні штольні. 94 року римський імператор Траян заслав сюди третього після апостола Петра римського єпископа (папу) Климента І, який, за переказами, вирубав у скелі перший в Інкермані печерний християнський храм.- нині Інкерманський Свято-Климентіївський печерний чоловічий монастир.